# Uchizono Hirotaka
Hirotaka Uchizono (sinh ngày 27 tháng 4 năm 1987) là một cầu thủ bóng đá người Nhật Bản.

## Sự nghiệp câu lạc bộ
Hirotaka Uchizono đã từng chơi cho FC Kariya và Kagoshima United FC.